# Église Sainte-Madeleine de Beodra
Pour les articles homonymes, voir Église Sainte-Madeleine.
L'église Sainte-Madeleine de Beodra (en serbe cyrillique : Црква Свете Магдалене у Беодри ; en serbe latin : Crkva Svete Magdalene u Beodri) est une église catholique située à Novo Miloševo-Beodra, dans la province autonome de Voïvodine, dans la municipalité de Novi Bečej et dans le district du Banat central en Serbie. Elle est inscrite sur la liste des monuments culturels protégés de la république de Serbie (identifiant no SK 1990),.

## Présentation

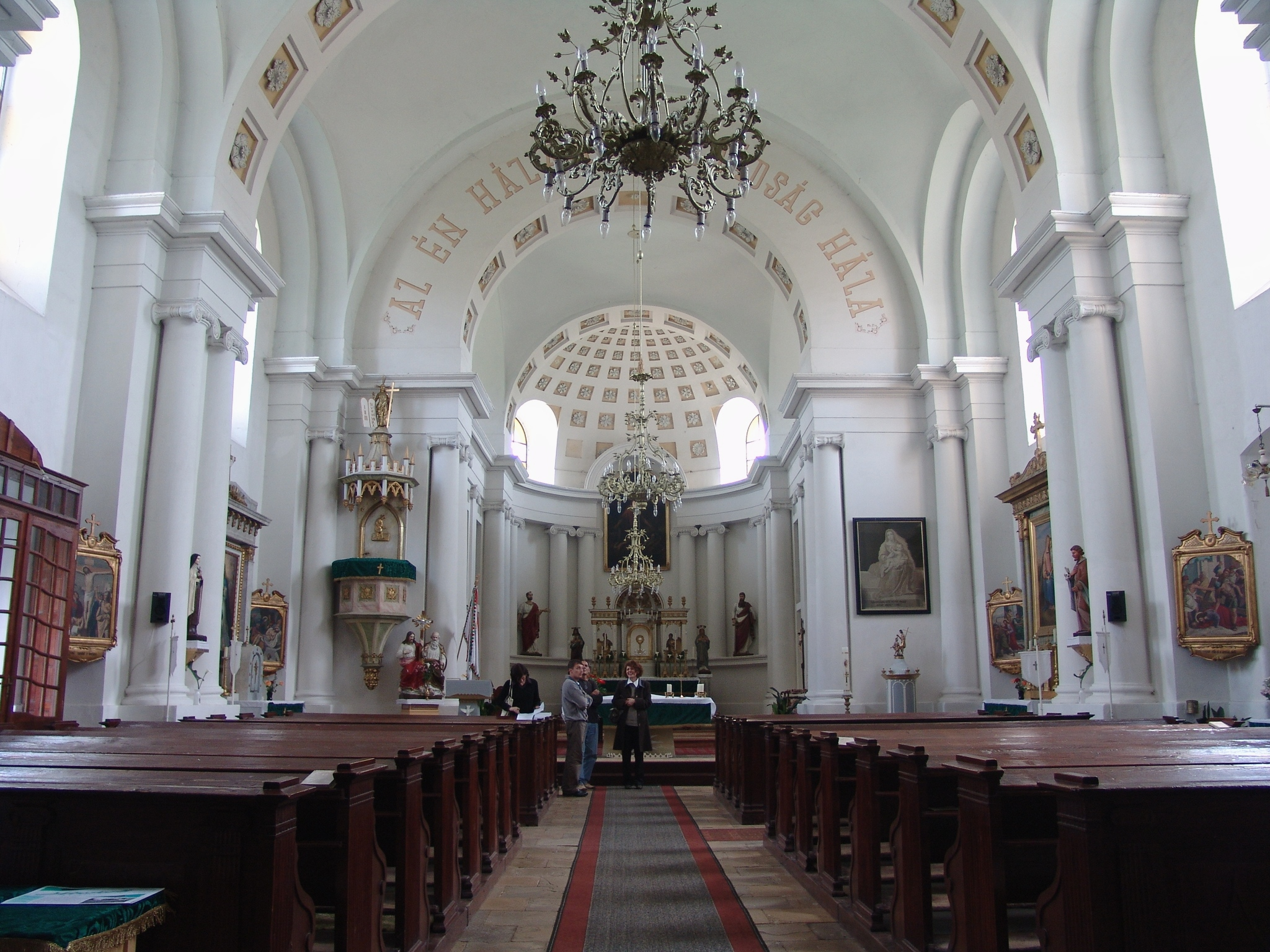
Vue de l'intérieur de l'église.

L'église a été construite dans la période 1838-1842 grâce à des dons de la famille Karátsonyi.
L'église se présente comme une grande construction de style néo-classique avec deux grands clochers flanquant la façade principale et une abside demi-circulaire. Des pilastres rythment cette façade et supportent un fronton triangulaire ; chacune des tours-clochers se termine également par un petit fronton.
L'intérieur est richement orné : des colonnes aux chapiteaux ioniques reposant sur un socle supportent des architraves portant elles-mêmes les nervures des voûtes.
Une porte extérieure permet d'accéder à une crypte où sont inhumés les membres de la famille Karátsonyi.

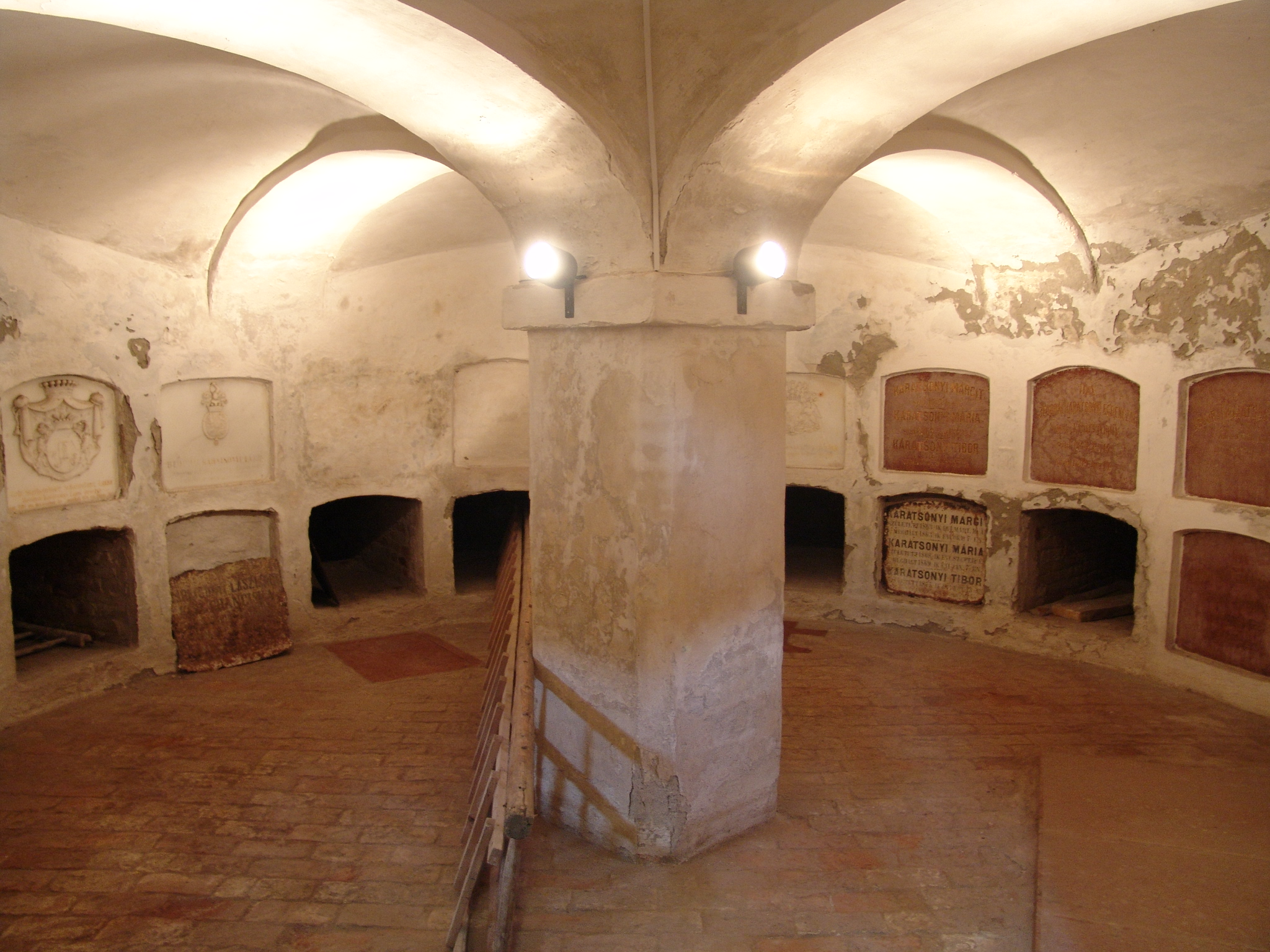
La crypte de la famille Karátsonyi.